# Discografia de Bryan Adams
A discografia do cantor Bryan Adams, consiste em doze álbuns de estúdio, quatro álbuns gravados ao vivo, três compilações, sessenta e seis singles, quatro álbuns vídeo, trinta e quatro vídeoclipes e uma banda sonora.

## Álbuns de estúdio
| 1980                       | Bryan Adams - Lançamento: 12 de Fevereiro de 1980 - Gravadora:A&M (A&M #4800) - Formato: CD, CS, LP                      | 69 | —  | —  | —  | —  | —  | —   | —  | —  | —  | —  | —  | — | —  | —  | —  | —   | —  | —  |                                                                     |
| 1981                       | You Want It You Got It - Lançamento: 21 de Julho de 1981 - Gravadora: A&M (A&M #75021-3154-2) - Formato: CD, CS, LP      | 50 | —  | —  | —  | —  | —  | —   | —  | —  | —  | —  | —  | — | —  | —  | 78 | 118 | —  | —  | - CAN: Ouro                                                         |
| 1983                       | Cuts Like a Knife - Lançamento: 18 de Janeiro de 1983 - Gravadora: A&M (A&M #75021-3288-2) - Formato: CD, CS, LP         | 8  | —  | —  | —  | —  | —  | —   | 24 | —  | —  | —  | —  | — | 22 | —  | 21 | 8   | —  | —  | - CAN: 3× Platina - EUA: Platina - RU: Prata - AUS: Ouro            |
| 1984                       | Reckless - Lançamento: 29 de Outubro de 1984 - Gravadora: A&M (A&M #75021-5013-2) - Formato: CD, CS, LP                  | 1  | —  | —  | —  | —  | —  | —   | 19 | —  | 11 | 2  | 32 | — | 5  | 10 | 7  | 1   | —  | —  | - CAN: Diamante - EUA: 5× Platina - RU: 2× Platina - AUS: Platina   |
| 1987                       | Into the Fire - Lançamento: 30 de Março de 1987 - Gravadora: A&M (A&M #75021-3313-2) - Formato: CD, CS, LP               | 2  | —  | 13 | —  | —  | —  | —   | 7  | —  | 16 | 4  | —  | — | 3  | 4  | 10 | 7   | —  | —  | - CAN: 3× Platina - EUA: Platina - RU: Ouro                         |
| 1991                       | Waking Up the Neighbours - Lançamento: 24 de Setembro de 1991 - Gravadora: A&M (A&M #75021-5367-2) - Formato: CD, CS, LP | 1  | 1  | 1  | —  | —  | —  | —   | 1  | —  | 2  | 1  | 28 | — | 1  | 1  | 1  | 6   | —  | —  | - CAN: Diamante - EUA: 4× Platina - RU: 3× Platina                  |
| 1996                       | 18 til I Die - Lançamento: 4 de Junho de 1996 - Gravadora: A&M (A&M #540551) - Formato: CD, LP                           | 4  | 2  | 2  | —  | 3  | —  | 15  | 4  | —  | 9  | 7  | 13 | — | 5  | 2  | 1  | 31  | 5  | 15 | - CAN: 3× Platina - EUA: Platina - RU: 2× Platina - AUS: 3× Platina |
| 1998                       | On a Day Like Today - Lançamento: 27 de Outubro de 1998 - Gravadora: A&M (A&M #541014) - Formato: CD, LP                 | 3  | 38 | 4  | —  | 13 | —  | 52  | 5  | —  | 24 | 34 | 28 | — | 27 | 2  | 11 | 103 | 15 | 48 | - CAN: 2× Platina - RU: Platina                                     |
| 2004                       | Room Service - Lançamento: 20 de Setembro de 2004 - Gravadora: Polydor (A&M #9868057) - Formato: CD, LP                  | 2  | 15 | 3  | 11 | 34 | 72 | 200 | 21 | 28 | 3  | 18 | —  | 5 | 19 | 1  | 4  | 134 | 5  | 43 | - CAN: Platina - RU: Ouro                                           |
| 2008                       | 11 - Lançamento: 17 de Março de 2008 - Gravadora: Polydor (A&M #176368) - Formato: CD, LP                                | 1  | 35 | 2  | 2  | 21 | 12 | 157 | 14 | 25 | 8  | 39 | —  | 4 | 30 | 1  | 6  | 80  | 2  | 35 | - RU: Prata                                                         |
| 2014                       | Tracks of My Years - Lançamento: 30 de setembro de 2014 - Gravadora: Verve - Formato: CD, download digital               | 1  | —  | 5  | —  | —  | —  | —   | 5  | —  | 41 | —  | —  | — | —  | 6  | 11 | 89  | —  | —  | - RU: Prata                                                         |
| "—" não chegou às tabelas. | |    |    |    |    |    |    |     |    |    |    |    |    |   |    |    |    |     |    |    |                                                                     |

## Ao vivo
| 1988                       | Live! Live! Live! - Gravadora: A&M (A&M #828397094) - Formato: CD                                     | —  | —  | 17 | —  | 26 | —  | 57 | —  | 17 | 22 | 21 | 17 | —  | — | —  | - CAN: Ouro            |
| 1997                       | MTV Unplugged - Lançamento: 9 de Dezembro de 1997 - Gravadora: MTV (A&M #540831) - Formato: CD        | 10 | 28 | 7  | 19 | 8  | 61 | 15 | 22 | 16 | 54 | 3  | 27 | 88 | 2 | 38 | - RU: Ouro - AUS: Ouro |
| 2003                       | Live at the Budokan - Lançamento: 17 de Junho de 2003 - Gravadora: A&M (A&M #000038100) - Formato: CD | —  | —  | —  | —  | —  | —  | —  | —  | —  | —  | —  | —  | —  | — | —  |                        |
| 2010                       | Bare Bones - Lançamento: 16 de Novembro de 2010 - Gravadora: Polydor - Formato: CD                    | 18 | —  | 19 | —  | 28 | —  | 52 | —  | —  | —  | 20 | 35 | —  | — | —  |                        |
| "—" não chegou às tabelas. | |    |    |    |    |    |    |    |    |    |    |    |    |    |   |    |                        |

## Compilações
| 1993                       | So Far So Good - Lançamento: 2 de Novembro de 1993 - Gravadora: A&M (A&M #314-540157-2) - Formato: CD, CS, LP | —  | 1  | 1  | —  | —  | 1  | —  | 1  | 1 | 1  | —  | 1  | 1  | 1  | 6  | — | —  | - CAN: 6× Platina - EUA: 5× Platina - RU: 3× Platina - AUS: Platina |
| 1999                       | The Best of Me - Lançamento: 15 de Novembro de 1999 - Gravadora: A&M (A&M #540157) - Formato: CD,CS,LP        | 14 | 18 | 4  | —  | 16 | 7  | 45 | 13 | 2 | 43 | —  | 20 | 3  | 12 | —  | — | 30 | - CAN: 3× Platina - RU: Platina                                     |
| 2005                       | Anthology - Lançamento: 18 de Outubro de 2005 - Gravadora: A&M (A&M #5613) - Formato: CD, LP                  | 4  | —  | 28 | 24 | 39 | 30 | 48 | —  | — | —  | 14 | —  | 39 | 29 | 65 |   | —  | - CAN: 2× Platina - RU: Ouro                                        |
| "—" não chegou às tabelas. | |    |    |    |    |    |    |    |    |   |    |    |    |    |    |    |   |    |                                                                     |

## Bandas sonoras
| 2002                       | Spirit: Stallion of the Cimarron - Lançamento: 14 de Maio de 2002 - Gravadora: A&M (A&M #493304) - Formato: CD | 40 | 6 | 22 | 19 | 24 | 6 | 8 | 6 | - EUA: Ouro - RU: Prata |
| "—" não chegou às tabelas. | |    |   |    |    |    |   |   |   |                         |

## Singles
| 1979                       | "Let Me Take You Dancing"                       | 58 | —  | —  | —  | —  | —  | —  | —  | — | —  | —  | —  | —   | —  | —  | não foi single                   |
| 1980                       | "Give Me Your Love"                             | 52 | —  | —  | —  | —  | —  | —  | —  | — | —  | —  | —  | —   | —  | —  | Bryan Adams                      |
| 1980                       | "Remember"                                      | —  | —  | —  | —  | —  | —  | —  | —  | — | —  | —  | —  | —   | —  | —  | Bryan Adams                      |
| 1980                       | "Hidin' from Love"                              | 44 | —  | —  | —  | —  | —  | —  | —  | — | —  | —  | —  | —   | —  | —  | Bryan Adams                      |
| 1981                       | "Coming Home"                                   | 29 | —  | —  | —  | —  | —  | —  | —  | — | —  | —  | —  | —   | —  | —  | You Want It You Got It           |
| 1981                       | "Fits Ya Good"                                  | 30 | —  | —  | —  | —  | —  | —  | —  | — | —  | —  | —  | —   | —  | 15 | You Want It You Got It           |
| 1982                       | "Lonely Nights"                                 | 27 | —  | —  | —  | —  | —  | —  | —  | — | —  | —  | —  | —   | 84 | 3  | You Want It You Got It           |
| 1983                       | "Straight from the Heart"                       | 5  | —  | —  | —  | —  | —  | —  | —  | — | —  | —  | —  | 51  | 10 | 32 | Cuts Like a Knife                |
| 1983                       | "Cuts Like a Knife"                             | 10 | —  | —  | —  | —  | —  | —  | —  | — | —  | —  | —  | —   | 15 | 6  | Cuts Like a Knife                |
| 1983                       | "This Time"                                     | 15 | —  | —  | —  | —  | —  | 28 | —  | — | —  | —  | —  | 41  | 24 | 21 | Cuts Like a Knife                |
| 1983                       | "I'm Ready"                                     | —  | —  | —  | —  | —  | —  | —  | —  | — | —  | —  | —  | —   | —  | 26 | Cuts Like a Knife                |
| 1983                       | "The Only One"                                  | —  | —  | —  | —  | —  | —  | —  | —  | — | —  | —  | —  | —   | —  | 44 | Cuts Like a Knife                |
| 1983                       | "Take Me Back"                                  | —  | —  | —  | —  | —  | —  | —  | —  | — | —  | —  | —  | —   | —  | 21 | Cuts Like a Knife                |
| 1984                       | "Run to You"                                    | 3  | —  | —  | —  | —  | —  | 8  | 14 | — | —  | —  | —  | 11  | 6  | 1  | Reckless                         |
| 1985                       | "Somebody"                                      | 5  | —  | —  | —  | —  | —  | 20 | —  | — | —  | —  | —  | 35  | 11 | 1  | Reckless                         |
| 1985                       | "Heaven"                                        | 1  | —  | —  | —  | —  | 28 | 11 | —  | 3 | —  | 8  | 14 | 38  | 1  | 9  | Reckless                         |
| 1985                       | "Summer of '69"                                 | 1  | —  | 17 | —  | —  | 62 | 18 | 5  | 9 | —  | 13 | —  | 42  | 5  | 40 | Reckless                         |
| 1985                       | "One Night Love Affair"                         | 7  | —  | —  | —  | —  | —  | —  | —  | — | —  | —  | —  | —   | 13 | 7  | Reckless                         |
| 1985                       | "It's Only Love" (c/ Tina Turner)               | 8  | —  | 30 | —  | —  | 44 | 18 | 20 | — | —  | —  | —  | 25  | 15 | 7  | Reckless                         |
| 1985                       | "Diana"                                         | 13 | —  | —  | —  | —  | —  | —  | —  | — | —  | —  | —  | —   | —  | 21 | B-side de "Heaven"               |
| 1985                       | "Christmas Time"                                | 20 | —  | —  | —  | —  | 67 | 26 | —  | 2 | —  | 19 | 18 | 55  | —  | 31 | não foi single                   |
| 1987                       | "Heat of the Night"                             | 2  | —  | —  | —  | —  | 33 | —  | 21 | 6 | —  | 7  | 17 | 50  | 6  | 2  | Into the Fire                    |
| 1987                       | "Hearts on Fire"                                | 16 | —  | —  | —  | —  | —  | —  | —  | — | —  | —  | —  | 57  | 26 | 3  | Into the Fire                    |
| 1987                       | "Victim of Love"                                | 25 | —  | —  | —  | —  | —  | —  | —  | — | —  | —  | —  | 68  | 32 | 10 | Into the Fire                    |
| 1987                       | "Only the Strong Survive"                       | —  | —  | —  | —  | —  | —  | —  | —  | — | —  | —  | —  | —   | —  | —  | Into the Fire                    |
| 1987                       | "Into the Fire"                                 | —  | —  | —  | —  | —  | —  | —  | —  | — | —  | —  | —  | —   | —  | 6  | Into the Fire                    |
| 1987                       | "Another Day"                                   | —  | —  | —  | —  | —  | —  | —  | —  | — | —  | —  | —  | —   | —  | 33 | Into the Fire                    |
| 1990                       | "Young Lust"                                    | —  | —  | —  | —  | —  | —  | —  | —  | — | —  | —  | —  | —   | —  | 7  | The Wall: Live in Berlin         |
| 1991                       | "(Everything I Do) I Do It for You"             | 1  | 1  | 1  | —  | 1  | 1  | 1  | 1  | 1 | —  | 1  | 1  | 1   | 1  | 10 | Waking Up the Neighbours         |
| 1991                       | "Can't Stop This Thing We Started"              | 1  | 9  | 14 | —  | 10 | 14 | 4  | 5  | 7 | —  | 3  | 8  | 12  | 2  | 2  | Waking Up the Neighbours         |
| 1991                       | "There Will Never Be Another Tonight"           | 7  | 30 | —  | —  | —  | —  | 11 | 27 | — | —  | 33 | —  | 32  | 31 | 6  | Waking Up the Neighbours         |
| 1992                       | "Thought I'd Died and Gone to Heaven"           | 5  | 13 | —  | —  | 27 | 47 | 11 | 43 | — | —  | —  | —  | 8   | 13 | 14 | Waking Up the Neighbours         |
| 1992                       | "All I Want Is You"                             | —  | 31 | —  | —  | —  | —  | 20 | —  | — | —  | —  | —  | 22  | —  | —  | Waking Up the Neighbours         |
| 1992                       | "Do I Have to Say the Words?"                   | 4  | —  | —  | —  | —  | 75 | —  | 39 | — | —  | —  | —  | 30  | 11 | —  | Waking Up the Neighbours         |
| 1992                       | "Touch the Hand"                                | 38 | —  | —  | —  | —  | —  | —  | —  | — | —  | —  | —  | —   | —  | 13 | Waking Up the Neighbours         |
| 1993                       | "Please Forgive Me"                             | 1  | 1  | 2  | —  | 1  | 3  | 1  | 3  | 1 | 9  | 2  | 2  | 2   | 7  | —  | So Far So Good                   |
| 1993                       | "All for Love" (c/ Rod Stewart & Sting)         | 1  | 1  | 1  | —  | 7  | 1  | 1  | 3  | 1 | 5  | 1  | 1  | 2   | 1  | —  | The Three Musketeers             |
| 1995                       | "Have You Ever Really Loved a Woman?"           | 1  | 1  | 1  | —  | 5  | 3  | 3  | 2  | 5 | 9  | 6  | 1  | 4   | 1  | —  | Don Juan DeMarco                 |
| 1995                       | "Rock Steady" (c/ Bonnie Raitt)                 | 28 | —  | —  | —  | —  | —  | —  | —  | — | —  | —  | —  | 50  | 73 | —  | Road Tested                      |
| 1996                       | "The Only Thing That Looks Good on Me Is You"   | 4  | 19 | —  | —  | —  | 44 | 26 | 21 | — | 37 | 24 | 5  | 6   | 52 | —  | 18 til I Die                     |
| 1996                       | "Let's Make a Night to Remember"                | 6  | 7  | 34 | —  | —  | 57 | 25 | —  | — | 17 | 39 | 41 | 10  | 24 | —  | 18 til I Die                     |
| 1996                       | "I'll Always Be Right There"                    | 15 | —  | —  | —  | —  | —  | —  | —  | — | —  | —  | —  | —   | —  | —  | 18 til I Die                     |
| 1996                       | "Star"                                          | —  | —  | —  | —  | —  | 76 | —  | —  | — | —  | —  | —  | 13  | —  | —  | 18 til I Die                     |
| 1997                       | "18 til I Die"                                  | 35 | —  | —  | —  | —  | 85 | —  | 86 | — | —  | —  | —  | 22  | —  | —  | 18 til I Die                     |
| 1997                       | "I Finally Found Someone" (c/ Barbra Streisand) | 8  | 2  | 23 | —  | 40 | 53 | 1  | 16 | — | 6  | 9  | 17 | 10  | 8  | —  | The Mirror Has Two Faces         |
| 1997                       | "Back to You"                                   | 8  | 38 | —  | —  | —  | 62 | —  | 77 | — | —  | 56 | —  | 18  | —  | 38 | MTV Unplugged                    |
| 1998                       | "I'm Ready"                                     | 22 | —  | —  | —  | —  | 66 | —  | 24 | — | —  | —  | —  | 20  | —  | —  | MTV Unplugged                    |
| 1998                       | "On a Day Like Today"                           | 9  | —  | 32 | —  | —  | 53 | —  | 66 | — | 19 | —  | 32 | 13  | —  | —  | On a Day Like Today              |
| 1998                       | "When You're Gone"(c/ Melanie C)                | 11 | 4  | 14 | —  | 37 | 14 | 3  | 7  | 6 | 15 | 8  | 11 | 3   | —  | —  | On a Day Like Today              |
| 1999                       | "Cloud Number Nine"                             | 12 | —  | 13 | —  | —  | 33 | 16 | 62 | — | —  | 43 | 26 | 6   | —  | —  | On a Day Like Today              |
| 1999                       | "The Best of Me"                                | 10 | —  | 37 | —  | —  | 65 | —  | 67 | — | —  | —  | 31 | 47  | —  | —  | The Best of Me                   |
| 1999                       | "Inside Out"                                    | 17 | —  | —  | —  | —  | 66 | —  | 91 | — | —  | —  | 53 | —   | —  | —  | On a Day Like Today              |
| 1999                       | "Don't Give Up" (Chicane feat. Bryan Adams)     | 28 | 6  | —  | —  | 43 | 24 | 11 | 21 | 6 | 14 | 51 | 42 | 1   | —  | —  | Behind the Sun                   |
| 2002                       | "Here I Am"                                     | 26 | —  | 12 | 15 | —  | 17 | 15 | 29 | — | —  | 15 | 24 | 5   | —  | —  | Spirit: Stallion of the Cimarron |
| 2004                       | "Open Road"                                     | 20 | —  | 35 | —  | —  | 23 | 50 | 28 | — | —  | —  | 17 | 21  | —  | —  | Room Service                     |
| 2004                       | "Flying"                                        | 33 | —  | —  | —  | —  | 68 | —  | 86 | — | —  | —  | 51 | 39  | —  | —  | Room Service                     |
| 2005                       | "Room Service"                                  | —  | —  | —  | —  | —  | 74 | —  | —  | — | —  | —  | —  | —   | —  | —  | Room Service                     |
| 2005                       | "This Side of Paradise"                         | —  | —  | —  | —  | —  | —  | —  | —  | — | —  | —  | —  | —   | —  | —  | Room Service                     |
| 2006                       | "So Far So Good"                                | —  | —  | —  | —  | —  | —  | —  | —  | — | —  | —  | —  | —   | —  | —  | Anthology                        |
| 2006                       | "When You're Gone"(c/ Pamela Anderson)          | —  | —  | —  | —  | —  | —  | —  | —  | — | —  | —  | —  | —   | —  | —  | Anthology                        |
| 2008                       | "I Thought I'd Seen Everything"                 | 22 | —  | 41 | 15 | —  | 55 | —  | —  | — | —  | —  | 52 | 146 | —  | —  | 11                               |
| 2008                       | "Tonight We Have the Stars"                     | —  | —  | —  | —  | —  | —  | —  | —  | — | —  | —  | —  | —   | —  | —  | 11                               |
| 2014                       | "She Knows Me"                                  | —  | —  | —  | —  | —  | —  | —  | —  | — | —  | —  | —  | —   | —  | —  | Tracks of My Years               |
| "—" não chegou às tabelas. |                                                 |    |    |    |    |    |    |    |    |   |    |    |    |     |    |    |                                  |

## Videos
| Ano  | Detalhes | Certificação   |
| ---- | --- | -------------- |
| 1984 | Reckless - Lançamento: 1984 - Gravadora: A&M - Formato: VHS                                                      |                |
| 1997 | Waking Up The Neighbours - Lançamento: 1992 - Gravadora: A&M - Formato: VHS                                      |                |
| 1994 | So Far So Good - Lançamento: 1994 - Gravadora: A&M - Formato: VHS                                                |                |
| 1997 | MTV Unplugged - Lançamento: 9 de Dezembro de 1997 - Gravadora: A&M (A&M #540831) - Formato: VHS, DVD             |                |
| 2001 | Live at Slane Castle, Ireland - Lançamento: 11 de Dezembro de 2001 - Gravadora: A&M (A&M #493160) - Formato: DVD | - AUS: Platina |
| 2003 | Live At The Budokan - Lançamento: 17 de Junho de 2003 - Gravadora: A&M (A&M #000038100) - Formato: DVD           |                |
| 2005 | Live in Lisbon - Lançamento: 2 de Dezembro de 2005 - Gravadora: A&M (A&M #9875614) - Formato: DVD                |                |

## Vídeoclipes
| Ano  | Título                                        | Diretor                    | Ref.   |
| ---- | --------------------------------------------- | -------------------------- | ------ |
| 1980 | "Sleepless Nights"                            | Marcus Nispel              | [ 34 ] |
| 1980 | "Give Me Your Love"                           |                            |        |
| 1980 | "Remember"                                    |                            |        |
| 1980 | "Hidin' From Love"                            |                            |        |
| 1983 | "Cuts Like a Knife"                           | Steve Barron               | [ 35 ] |
| 1983 | "This Time"                                   | Steve Barron               | [ 36 ] |
| 1984 | "Heaven"                                      | Steve Barron               | [ 37 ] |
| 1984 | "Summer of '69"                               | Steve Barron               | [ 38 ] |
| 1984 | "Somebody"                                    | Steve Barron               | [ 39 ] |
| 1984 | "Kids Wanna Rock"                             | Steve Barron               | [ 40 ] |
| 1985 | "Run to You"                                  | Steve Barron               | [ 41 ] |
| 1987 | "Heat of the Night"                           | Wayne Isham                | [ 42 ] |
| 1987 | "Victim of Love"                              | Dominic Sena               | [ 43 ] |
| 1991 | "(Everything I Do) I Do It for You"           | Julien Temple              | [ 44 ] |
| 1991 | "There Will Never Be Another Tonight"         | Steve Barron               | [ 45 ] |
| 1991 | "All I Want Is You"                           | Kevin Godley               | [ 46 ] |
| 1991 | "Can't Stop This Thing We Started"            | Kevin Godley               | [ 47 ] |
| 1992 | "Thought I'd Died and Gone to Heaven"         | Kevin Godley               | [ 48 ] |
| 1992 | "Do I Have to Say the Words?"                 | Anton Corbijn              | [ 49 ] |
| 1993 | "All for Love"                                | David Hogan                | [ 50 ] |
| 1995 | "Have You Ever Really Loved a Woman?"         | Anton Corbijn              | [ 51 ] |
| 1996 | "Let's Make a Night to Remember"              | Matthew Rolston            | [ 52 ] |
| 1996 | "The Only Thing That Looks Good on Me Is You" | Matthew Rolston            | [ 53 ] |
| 1997 | "Back to You"                                 | Milton Lage                | [ 54 ] |
| 1997 | "18 til I Die"                                | David Mould                | [ 29 ] |
| 1998 | "I'm Ready"                                   | Nigel Dick                 | [ 55 ] |
| 1998 | "On a Day Like Today"                         | Joseph Kahn                | [ 56 ] |
| 1999 | "The Best of Me"                              | Paul Boyd                  | [ 57 ] |
| 1999 | "Inside Out"                                  | Marcus Nispel              | [ 58 ] |
| 1999 | "Cloud Number Nine"                           | Joe Rey                    | [ 59 ] |
| 2000 | "Don't Give Up"                               | Sven Harding               | [ 60 ] |
| 2002 | "Here I Am"                                   | Mike Lipscombe             | [ 61 ] |
| 2004 | "Open Road"                                   | Tomorrow's Brightest Minds | [ 62 ] |
| 2004 | "Flying"                                      | Kevin Godley               | [ 63 ] |
| 2005 | "This Side of Paradise"                       | Dick Caruthers             | [ 64 ] |
| 2008 | "I Thought I'd Seen Everything"               | Bryan Adams                | [ 65 ] |